# Michaił Swietow
Michaił Władimirowicz Swietow, ros. Михаил Владимирович Светов (ur. 4 stycznia 1985, Moskwa, RFSRR, ZSSR) – rosyjski polityk i bloger, przewodniczący ruchu społeczno-politycznego „Społeczeństwo Obywatelskie”, jeden z głównych popularyzatorów prawicowego libertarianizmu w Rosji. Autor kanału YouTube „SVTV”.

## Biografia
Urodzony w Moskwie w 1985 roku w rodzinie studentów medycyny; jego matka pracowała później jako farmaceutka, natomiast ojciec rozpoczął działalność przedsiębiorczą. Według jego własnych słów, jego dziadek to słynny rosyjski geofizyk Borys Siergiejewicz Swietow, a jego pradziadek to białoruski malarz Witold Białynicki-Birula. Jak zauważa sam Michaił, dorastał w rodzinie klasycznych liberałów.
Od trzeciej klasy podstawówki Michaił uczył się w domu. Swietow pisze, że kiedy miał 12 lat, jego rodzice klepali biedę. Chwilę później przedsiębiorstwo ojca zaczęło prosperować i w dziewiątej klasie Michaił udał się na rok do kanadyjskiej szkoły z internatem. Później wrócił do nauki domowej.
W latach 2004–2006 studiował na Wydziale Historii, Politologii i Prawa Rosyjskiego Państwowego Uniwersytetu Humanistycznego na kierunku politologicznym. Stamtąd przeniósł się na University of Nottingham na kierunek politologia, który ukończył w 2009 roku.
Swietow dołączył do Libertariańskiej Partii Rosji w 2010 roku.
W 2010 roku Michaił wyjechał do Japonii, gdzie uczył się japońskiego, a także sprzedawał japońskie pamiątki w internecie. Zainwestował także w Bitcoina, na którym później zarobił.
Wrócił do Rosji w 2016 roku i od tego czasu zajmuje się polityką.

## Poglądy polityczne

### Libertarianizm
Michaił wstąpił do Libertariańskiej Partii Rosji w 2010 roku, ale według własnego oświadczenia, libertarianinem został znacznie wcześniej pod wpływem Anatolia Lewieczuka, autora portalu libertarium.ru.
Swietow uważa się za ideologicznego anarchokapitalistę i wymuszonego minarchistę. Uważa, że tylko w drodze lustracji i zapewnienia funkcjonowania wolnego rynku można przezwyciężyć korupcję i upadek gospodarczy w Rosji. Ponadto Michaił jest zwolennikiem takich idei jak: federalizm, wolność zrzeszania się, leseferyzm, legalizacja broni, narkotyków i aborcji, zmniejszania roli państwa w życiu dziecka.

### Prawicowy konserwatyzm
Michaił identyfikuje się jako kulturowy prawicowy konserwatysta, oddzielający agendę kulturową od politycznej. Popiera związki tradycyjne, podział ról genderowych w rodzinie. Wypowiada się przeciwko feministkom trzeciej fali i poprawności politycznej, którą nazywa ograniczeniem wolności słowa. Jest przeciwnikiem penalizacji pomówienia, ponieważ nie uważa go za przejaw przemocy.

### Rosyjski nacjonalizm
Swietow występuje przeciwko wielonarodowości Rosji i opowiada się za budową rosyjskiego państwa narodowego na wzór Szwajcarii. Uważa się za obywatelskiego nacjonalistę, choć określa też Rosjan jako wspólnotę kulturową, a nie obywatelską. Uważa, że rosyjska opozycja powinna zniszczyć monopol władzy na retorykę patriotyczną.

## Działalność polityczna
W 2016 roku po powrocie do Rosji z Japonii Swietow rozpoczął działalność społeczno-polityczną. Pomagał w kampanii wyborczej innym libertarianom. Pomagał w organizacji ósmych czytań im. Adama Smitha. Zorganizował wizytę dyrektora Cato Institute Petera Goettlera. Organizował spotkania i pomagał w tłumaczeniu wystąpień gości zagranicznych.
Swietow był jednym z organizatorów protestu opozycyjnego „Za wolny Internet”, który odbył się 26 sierpnia 2017 r.; protestu przeciwko blokowaniu komunikatora internetowego Telegram w Rosji 30 kwietnia 2018 r. oraz protestu przeciwko reformie emerytalnej 29 lipca 2018 r. Zainicjował kampanię publiczną przeciwko tzw. ustawy Kliszasa o „suwerennym Internecie” i stworzył petycję przeciwko przyjęciu tej ustawy, pod tą petycją podpisało się aż 122 tys. obywateli. Swietow został także jednym z organizatorów protestu w obronie internetu w Moskwie 10 marca 2019 r. Podobne protesty odbyły się również w Chabarowsku i Woroneżu. Późnej na prokremlowskich kanałach telegramowych zaczęły pojawiać się informacje, że prawdziwym organizatorem tego wiecu był bloger PewDiePie.

Flaga rosyjskiego libertarianizmu autorstwa Michaiła Swietowa

W maju 2018 r. Michaił zaprezentował flagę rosyjskiego libertarianizmu – węża Gadsdena na tle rosyjskiego narodowego trikołoru z 1914 r. Zgodnie z ideą Swietowa flaga ta miała stać się uniwersalnym symbolem dla wszystkich libertarianów w Rosji, łączącym przekonania polityczne i filozoficzne zwolenników wolności z patriotyzmem i rosyjską kulturą narodową.
W sierpniu Michaił spotkał się z amerykańskim libertarianinem senatorem Randem Paulem, opowiadając mu o Libertariańskiej Partii Rosji, skuteczności indywidualnych sankcji wobec bliskiego kręgu Putina zamiast sankcji sektorowych przeciwko wszystkim mieszkańcom Rosji oraz o wielu rzeczach, które zdaniem Michaiła należy wiedzieć o Putinie, jego ministrach i oligarchach.
Po tym, jak doradca prezydenta Ukrainy Wołodymyra Zełenskiego Rusłan Stefanczuk stwierdził, że ideologią partii Sługa Ludu jest libertarianizm, Michaił Swietow wydał tekst kwestionujący przynależność tej partii do wyznawania wartości libertariańskich, a także na prośbę stacji RTVI stworzył mały test na zrozumienie libertarianizmu dla samego Wołodymyra Zełenskiego.
Michaił Swietow wystąpił jako gospodarz wykładu jednego z najwybitniejszych teoretyków libertarianizmu na świecie, Hansa-Hermanna Hoppe. Wykład odbył się 6 października w Moskwie, gdzie Hoppe opisał niszczycielską siłę demokracji, jej niekompatybilność z wolnością jednostki oraz naturalną unię między zachodnim konserwatyzmem a libertarianizmem. Podczas imprezy przemawiał także sam Michaił.
Podczas protestów w Moskwie latem i jesienią 2019 r. zorganizował 20 lipca strajk na rzecz rejestracji niezależnych kandydatów do Moskiewskiej Dumy Miejskiej oraz wygłosił przemówienie na spotkaniach wyborców ze swoimi kandydatami na placu Trubnaja. Według „Białego Licznika” na ten strajk, który stał się najbardziej masową imprezą Libertariańskiej Partii Rosji, przybyło ponad 22 tysięcy osób. Libertarianie złożyli również wniosek o przeprowadzeniu strajku 3 sierpnia na Placu Łubiańskim. Podczas negocjacji 31 lipca biuro burmistrza odrzuciło wszystkie proponowane alternatywne placówki dla przeprowadzenia strajku i postawiło ultimatum – zgadzając się wyłącznie na Plac Sacharowa, na co przedstawiciele Partii Libertariańskiej odmówili. Natychmiast po niepowodzeniu negocjacji Michaił został zatrzymany przy wyjściu z biura burmistrza, po czym został aresztowany na 30 dni.
9 września 2019 r. Michaił zaanonsował wielką trasę wykładową po 30 miastach Rosji.
W 2020 roku utworzył organizację „Społeczeństwo Obywatelskie”, składającą się z tzw. frakcji – na przykład Frakcji Feministycznej i Frakcji Rosyjskich Nacjonalistów.
Został wybrany na członka Komitetu Etyki Partii Libertariańskiej Rosji na podstawie wyników VII Zjazdu partii w dniach 7–8 listopada 2020 r.

## Nagrody
Jest jednym z pięciu finalistów Nagrody Borysa Niemcowa, zająwszy w głosowaniu II miejsce po Aleksieju Nawalnym. Nominowany do tej nagrody za konsekwentną walkę z cenzurą i izolacją internetu.